# 蜂斗菜
蜂斗菜（學名：Petasites japonicus），別名冬花、款冬或款冬蒲公英，屬於菊科蜂斗菜属，多年生草本植物。雌雄異株，花期約在1－3月。常見生長於山野路邊，原產於河南、陝西、山西、甘肅以及日本等地。全株皆可入藥，是中藥裡止咳化痰、潤肺及促進食慾的藥方之一。但與其他的菊科一樣，蜂斗菜含有的吡咯里西啶生物碱會導致肝小靜脈閉塞。中医学中把本植物与款冬花混淆，因此这两种植物有相同的别名。

## 概要
蜂斗菜是晚冬或早春開花的植物，在嚴寒時期即使是冰凍的地面也能冒出，所以李時珍的《本草綱目》也記載者此植物因冬至也能開花，以至於此植物又名為款冬。萌芽後大約會有3－4條細長的根莖長出來，大約長到了7－8節左右時就會生出葉柄和葉子，葉片呈圓形或橢圓，葉緣為齒狀邊，根莖有數層淺紫色或淡褐色的大型鱗片狀苞片包住花蕾，花蕾呈捧狀或長橢圓形，有單一生也有並生的種類。大約1－3公分長，直徑約0.5公分－0.8公分左右。雖然是雌雄異株的植物，但是雌株上有時候會混有不結果的雄花或是兩性花，雄株上也會混有兩性花與雌花。雌花授粉後，花莖會伸長並且長出帶有棉毛類似蒲公英的種子，所以也有款冬蒲公英的別名。

## 栽植
蜂斗菜喜好陰涼濕潤的氣候，土質疏鬆肥沃的地點。乾燥炎熱就容易乾枯。大約在攝氏35度以下的氣溫都還容易生長，但超過這個溫度就比較容易枯死。肥沃且排水良好的砂質土壤是最佳栽植的地點，人工種植宜先翻土施肥，並事先做出排水溝渠。通常繁殖都以根狀莖當種秧栽植，秋末冬初的時期是最佳的栽種季節。選擇較為粗壯的根莖種植，而且因為容易害病，所以必須慎選沒有病蟲害的根莖。
初時的栽種不宜過度施肥，因為那樣容易生長過旺而導致抗病能力變差。一般大約在9月左右是施肥的時期，施肥的同時最好配合鬆土以及除草，肥量以氮肥和磷肥為主。氣候乾燥的地點需要注意適度的澆水，而梅雨季必須注意排水良好，以免根莖浸泡而腐爛。6月、7月後葉片會容易生長過盛，此時必須注意葉片過密導致無法通風或透光，需要適當的剪裁枯黃或是已受病的葉片。在雨季及夏季的時候需要注意褐斑病和萎縮性枯葉病的發生，如不適時處理，將影響全株甚至臨株。同時，蚜蟲會吸食莖葉的汁液，造成莖葉發黃，須適量噴灑藥物防治。

## 藥用
《神農本草經》、《本草綱目》、《病証通用中藥》等多種中藥的書籍都記載著蜂斗菜有潤肺以及止咳、化痰的功效。

## 外部連結
- Recipes from Yasuko-san's Home Cooking （页面存档备份，存于）
- Traditional itazuri technique